# Zygota excisor
Zygota excisor is een vliesvleugelig insect uit de familie van de Diapriidae. De wetenschappelijke naam van de soort is voor het eerst geldig gepubliceerd in 1840 door Zetterstedt.